# Zielona (hromada Mielnica Podolska)
 Zielona (hist. Zielona Olchowiecka, ukr. Зелене) – wieś na Ukrainie w rejonie czortkowskim należącym do obwodu tarnopolskiego.
W okresie międzywojennym w miejscowości stacjonowała strażnica KOP „Zielona I”.
Do 2020 w rejonie borszczowskim.